# Musculus rectus medialis
Musculus rectus medialis, også benævnt musculus rectus bulbi medialis, er en muskel i øjenhulen der under kontraktion vender øjet indad mod næsen. Den udspringer sammen med mange andre øjemuskler i annulus tendineus communis, og innerveres af nervus oculomotorius.